# IC 4120
IC 4120 је појединачна звијезда у сазвјежђу Ловачки пси која се налази на листи објеката дубоког неба у Индекс каталогу.
Деклинација објекта је + 37° 4' 53" а ректасцензија 13h 3m 1,7s.